# پتی استنجر
پتی استنجر (انگلیسی: Patti Stanger؛ زادهٔ ۳۱ مهٔ ۱۹۶۱) یک تهیه‌کننده تلویزیونی، و مجری اهل ایالات متحده آمریکا است. وی از سال ۲۰۰۲ میلادی تاکنون مشغول فعالیت بوده‌است و همچنین شرکتی متعلق به وی کارِ خدمات همسان‌گزینی را انجام می‌دهد.